# Mecomma ambulans
Mecomma ambulans ist eine Wanzenart aus der Familie der Weichwanzen (Miridae).

## Merkmale
Die Wanzen werden 4,4 bis 4,8 Millimeter (Männchen), bzw. 2,4 bis 3,5 Millimeter lang (Weibchen). Die Arten der Gattung Mecomma weisen einen Sexualdimorphismus auf. Die Männchen sind voll geflügelt (makropter), die Weibchen haben in der Regel verkürzte (brachyptere) Flügel. Man kann die Männchen von denen von Mecomma dispar durch die komplett schwarzen Fühler und durch das Pronotum, das deutlich breiter als der Kopf ist, unterscheiden. Die Weibchen haben dunkle Hemielytren. Ihr erstes Fühlerglied ist dunkel, das zweite ist nicht keulenförmig verdickt. Der dunkle Kopf unterscheidet sie von den Weibchen von Orthonotus rufifrons.

## Vorkommen und Lebensraum
Die Art ist von Lappland im Norden bis Nordafrika im Süden und östlich über Sibirien bis nach China und Korea verbreitet. In Deutschland ist sie weit verbreitet und in der Regel häufig, insbesondere in den montanen Lagen tritt sie individuenreich auf. Im Norddeutschen Tiefland ist sie stellenweise selten. In Österreich ist sie mit Ausnahme des pannonischen Bereichs im Osten verbreitet und mancherorts häufig. Besiedelt wird die Krautschicht nahe am Boden von feuchten bis nassen Lebensräumen, häufig in lichten Gehölzbeständen, die Art kommt aber auch in offenen Lebensräumen oder in dichten Nadelwäldern vor.

## Lebensweise
Es ist nicht bekannt, wie sich die Wanzen ernähren. Die Nymphen ernähren sich auch räuberisch. Die adulten Wanzen klettern häufig auf verschiedenen Pflanzen, wie etwa Farnen oder Gräsern hinauf, saugen aber nicht zwingend an diesen. Ob die Art an jenen Pflanzen saugt, an denen sie auch gemeinsam mit Mecomma ambulans auftritt, ist nicht bekannt. Dabei handelt es sich um Wachtelweizen (Melampyrum), Hohlzahn (Galeopsis), Brennnesseln (Urtica), Veilchen (Viola) und verschiedene Süßgräser (Poaceae), Binsengewächse (Juncaceae) und Sauergrasgewächse (Cyperaceae). Die adulten wanzen treten ab Ende Juni auf und sind im Juli am häufigsten, wo auch die Paarung und Eiablage stattfindet Im August und September sterben die Wanzen. Die Weibchen stechen ihre Eier unter anderem in den unteren Bereichen von Süß- und Sauergräsern ein.

## Belege